# Маклин, Алистер
А́листер Макли́н (гэльск. Alasdair MacGill-Eain, англ. Alistair MacLean; 28 апреля 1922 года, Глазго, Великобритания — 2 февраля 1987 года, Мюнхен, Германия) — британский писатель и сценарист, автор остросюжетных романов.

## Биография
Алистер Маклин родился 28 апреля 1922 года в Глазго в семье шотландского священника. Его родным языком был шотландский. Во время Второй мировой войны в 1941 году Алистер Маклин поступил в Королевский флот. Он начинал службу в звании младшего матроса, потом матроса и старшего торпедиста. Сначала он нёс службу на колёсном пароходе «Королева Борнмута», оснащённом зенитными орудиями для защиты судов прибрежного плавания у берегов Великобритании и Шотландии.
В 1943 году он был переведён на крейсер «Роялист». На этом корабле Алистер Маклин участвовал в двух полярных конвоях, в операциях против немецкого линкора «Тирпиц». В 1944 году он участвовал в высадке десанта в Южной Франции, в освобождении острова Крит, в боях в Эгейском море.
В 1945 году Алистер Маклин участвовал в боях на дальневосточном театре боевых действий против Японии. Проводились обстрелы целей в Бирме, Малайзии и на Суматре. После капитуляции Японии на крейсере «Роялист» из сингапурской тюрьмы были вывезены в Великобританию содержавшиеся там военнопленные.
В 1946 году Алистер Маклин уволился с флота и поступил в университет Глазго. В университете он изучал английский язык и после окончания в 1953 году стал работать школьным учителем. Ещё во время учёбы Алистер Маклин начал писать рассказы о морских приключениях. Издательство «Коллинз» попросило написать роман морской тематики. Этим романом стал роман «Корабль его величества „Улисс“», основанный на подлинных событиях Второй мировой войны и изданный в 1955 году. Роман пользовался большим успехом, и вскоре Алистер Маклин смог полностью отдаться творчеству. Он писал романы морской, военно-морской и шпионской тематики. В начале 1960-х он, желая показать, что популярность его книг основывается на их содержании, а не на имени автора, издал два романа под псевдонимом «Иан Стюарт». Романы хорошо продавались, однако Маклин даже не пытался изменить стиль, и его поклонники могли легко распознать его за шотландским псевдонимом. Целый ряд его произведений были экранизированы. Книги распродавались так хорошо, что возникли проблемы с налоговым управлением, и Алистер Маклин покинул Великобританию, поселившись в Швейцарии. В 1963—1966 он не написал ни одной книги, занявшись гостиничным бизнесом в Англии.
За свою жизнь Алистер Маклин написал 28 романов.
Последние годы жизни Алистер Маклин страдал алкоголизмом и скончался в 1987 году в Мюнхене. Похоронен в Швейцарии в городе Селиньи.
Алистер Маклин был дважды женат, от первого брака — трое сыновей.

### Триллеры и приключения
| год  | название | на англ.               | синопсис |
| ---- | --- | ---------------------- | --- |
| 1955 | «Корабль его величества „Улисс“» / «Полярный конвой» / «Крейсер „Улисс“»                                      | HMS Ulysses            | Конвой во время 2-й мировой следует из Британии в Мурманск. Но не всё так просто. В пути моряков ожидают холодная погода, постоянные атаки немецкой авиации, а главное — противоречия между друг другом.                                                                           |
| 1957 | «Пушки острова Наварон(е)»                                                                                    | The Guns of Navarone   | Группа диверсантов, состоящая из британцев, новозеландца и греков, должна уничтожить немецкую береговую батарею, расположенную на одном из островов Средиземного моря. |
| 1957 | «К югу от Явы» / «К югу от мыса Ява»                                                                          | South by Java Head     | Из захваченного японцами Сингапура успевает сбежать корабль, на борту которого — английский разведчик со стратегическими планами японцев и многомиллионным грузом алмазов, много беженцев, медперсонал и пациенты госпиталя, а также авантюристы и тайный агент немецкой разведки. |
| 1959 | «Последняя граница»                                                                                           | The Last Frontier      | Похищение из Венгрии ученого |
| 1959 | «Ночи нет конца» / «И ночи нет конца»/ «Бесконечная ночь»/ «Ночь без конца»                                   | Night Without End      | Около полярной станции в Гренландии аварийно садится пассажирский самолёт, на борту которого — агенты враждебного НАТО блока, похитившие новейшее электронное оборудование, стремящиеся добраться до своего траулера и убивающие всех, кто встаёт на пути                          |
| 1961 | «Страх открывает все двери» / «Страх открывает двери» /«Страх — это ключ»                                     | Fear is the Key        | главный герой потерял брата, жену и маленького сына. Через несколько лет он находит виновников трагедии — бандитов, которые ищут затонувший самолёт с сокровищами. Мститель под видом преступника подряжается на водолазные работы                                                 |
| 1961 | «Черный крестоносец» / «Чёрный сорокопут»                                                                     | The Dark Crusader      | (под псевдонимом Ян Стюарт) Исчезают английские ученые с женами. (про ракетное оружие) |
| 1962 | «Золотое рандеву»                                                                                             | The Golden Rendezvous  | На круизном лайнере происходят таинственные события. Всё начинается с нескольких смертей, а заканчивается захватом судна. Выясняется, что злодеи хотят перехватить корабль с грузом золота. А в арсенале у них — ядерный заряд.                                                    |
| 1962 | «Дьявольский микроб»                                                                                          | The Satan Bug          | (под псевдонимом Ян Стюарт) Поиск похищенного из исследовательского центра бактериологического оружия |
| 1963 | «Дрейфующая станция „Зет“» / «Полярная станция „Зебра“» / «SOS над северным полюсом»                          | Ice Station Zebra      | Атомная подлодка должна спасти уцелевших ученых с полярной станции. При этом агент британских спецслужб должен найти плёнку с космического спутника, за которой также охотятся советские агенты.                                                                                   |
| 1966 | «Два дня и три ночи» / «Свистать всех наверх»/«Когда пробьет восемь склянок» (сокращенный журнальный вариант) | When Eight Bells Toll  | Расследование пропаж кораблей, перевозящих ценности. |
| 1967 | «Куда залетают орлы» / «Там, где парят орлы»                                                                  | Where Eagles Dare      | Группа английских коммандос должны забраться в замок в Альпах и спасти американского генерала |
| 1968 | «Десять баллов с острова Наварон(е)»/«Ураган крепости Навароне»                                               | Force 10 From Navarone | Сиквел. Коммандос перебираются в Югославию дабы остановить немецкие дивизии (2-я мировая), партизаны, четники |
| 1969 | «Кукла на цепочке» / «Марионетка»                                                                             | Puppet on a Chain      | Разоблачение наркобарона в Амстердаме |
| 1970 | «Караван в Ваккарес»                                                                                          | Caravan to Vaccarès    | Цыгане пытаются переправить в Китай нескольких ученых-ядерщиков |
| 1971 | «Остров Медвежий»                                                                                             | Bear Island            | Под видом киносъёмок в Арктике пытаются раздобыть нацистское золото |
| 1973 | «Дорога пыльной смерти» / «Пыль на трассе» / «Дорога в ад»                                                    | The Way to Dusty Death | Наркобизнес на гонках Formula 1 |
| 1974 | «Перевал Брейкхарт»                                                                                           | Breakheart Pass        | Вестерн. Секретный агент США против бандитов, индейцев, коррумпированных чиновников etc. |
| 1975 | «Цирк» | Circus                 | Агент-вундеркинд в роли артиста американского цирка на гастролях за железным занавесом пытается раздобыть антиматериальное оружие |
| 1976 | «Золотые ворота»                                                                                              | The Golden Gate        | На мосту Золотые Ворота в заложники захвачен президент США, начальник ОКНШ, арабский шейх. Уголовник требует многомиллионный выкуп. Суперагент под видом журналиста в компании с симпатичной журналисткой и врачом скорой помощи всех спасает.                                     |
| 1977 | «Морская ведьма»                                                                                              | Seawitch               | |
| 1978 | «Прощай, Калифорния»                                                                                          | Goodbye California     | Калифорния под угрозой искусственного землетрясения |
| 1980 | «Атабаска» | Athabasca              | Приключения, саботаж и убийства в условиях Арктики. |
| 1981 | «Река смерти»                                                                                                 | River of Death         | Латинская Америка и поиск нациста |
| 1982 | «Партизаны»                                                                                                   | Partisans              | Наш человек в Югославии, раздираемой немцами, итальянцами и четниками |
| 1983 | «Шлюз» | Floodgate              | Группа террористов шантажирует Голландию затоплением страны |
| 1984 | «Сан-Андреас»                                                                                                 | San Andreas            | Вторая мировая. На плавучий госпиталь «Сан-Андреас» во время ремонта в Мурманске тайком от экипажа спрятали золото для оплаты ленд-лиза. Немцы стремятся захватить судно. |
| 1986 | «Санторин» | Santorini              | В Эгейском море рядом с английским гидрографическим судном взрывается яхта и падает бомбардировщик с грузом ядерных бомб |

### Прочее
- «Капитан Кук. История географических открытий».
- All about Lawrence of Arabia \ Все о Лоуренсе Аравийском 1962
- " Алистер Маклин знакомит с Шотландией " 1972

## Экранизации
Романы Маклина были весьма востребованы в Голливуде.
- Пушки острова Наварон (The Guns of Navarone) (1961). В ролях Грегори Пек, Энтони Куинн
- Последняя граница (The Secret Ways) (1961). В ролях Ричард Уидмарк
- Дьявольский микроб (The Satan Bug) (1965). В ролях — Джордж Махарис, Ричард Бейсхарт, Энн Фрэнсис, Дэна Эндрюс
- Куда залетают орлы (Where Eagles Dare) (1968). В ролях — Ричард Бартон, Клинт Иствуд
- Полярная станция «Зебра» (Ice Station Zebra) (1968). В ролях — Рок Хадсон
- Когда пробьет восемь склянок (When Eight Bells Toll) (1971). В ролях — Энтони Хопкинс
- Кукла на цепи (Puppet on a Chain) (1971). В ролях — Свен-Бертил Таубе, Барбара Паркинс
- Страх отпирает двери (Fear Is the Key) (1972). В ролях — Бен Кингсли
- Караван в Ваккарес (Caravan to Vaccares) (1974). В ролях — Дэвид Бирни, Шарлотта Рэмплинг
- Перевал Брейкхарт (Breakheart Pass) (1975). В ролях — Чарльз Бронсон, Джилл Айрленд
- Золотое рандеву (Golden Rendezvous) (1977). В ролях — Ричард Харрис
- Отряд 10 из Наварона (Force 10 from Navarone) (1978). В ролях Харрисон Форд, Барбара Бах
- Остров Медвежий (Bear Island) (1979). В ролях — Дональд Сазерленд, Ванесса Редгрейв
- Узник башни (The Hostage Tower) (1980). В ролях — Питер Фонда, Дуглас Фэрбенкс мл.
- Река Смерти (River of Death) (1989). В ролях — Майкл Дудикофф
- Детонатор (Death Train) (1993) (Сюжет). В ролях — Пирс Броснан, Патрик Стюарт, Кристофер Ли
- Интерпол (1992) реж. Борис Горошко, в ролях О. Величко, Геннадий Шкуратов, Анжела Дайняк, Владимир Кин-Каминский, Анна Маланкина, Владимир Кулешов, Эдуард Мурашов, Зоя Белохвостик. Вольная экранизация романа «Кукла на цепочке».